# Japanese Journal of Botany
Japanese Journal of Botany (abreviado Jap. J. Bot.) es una revista ilustrada con descripciones botánicas que es editada en Japón por Tsumura & Co. Comenzó su publicación en el año 1923, y ha publicado el volumen número 86 en diciembre del 2011.